# 一宮浅間神社
一宮浅間神社（いちのみやせんげんじんじゃ）は、山梨県西八代郡市川三郷町高田にある神社。式内社（名神大社）論社で、旧社格は村社。
鎮座地は高田集落の南方、西八代台地の西北端に位置し、神社は古くは単に「一宮」や、「一ノ宮明神」「市川一の宮」などと称された。

## 祭神
主祭神
- 木花咲耶姫命 （このはなのさくやひめのみこと）

相殿神
- 瓊瓊杵命 （ににぎのみこと）
- 彦火火出見命 （ひこほほでみのみこと）

## 歴史

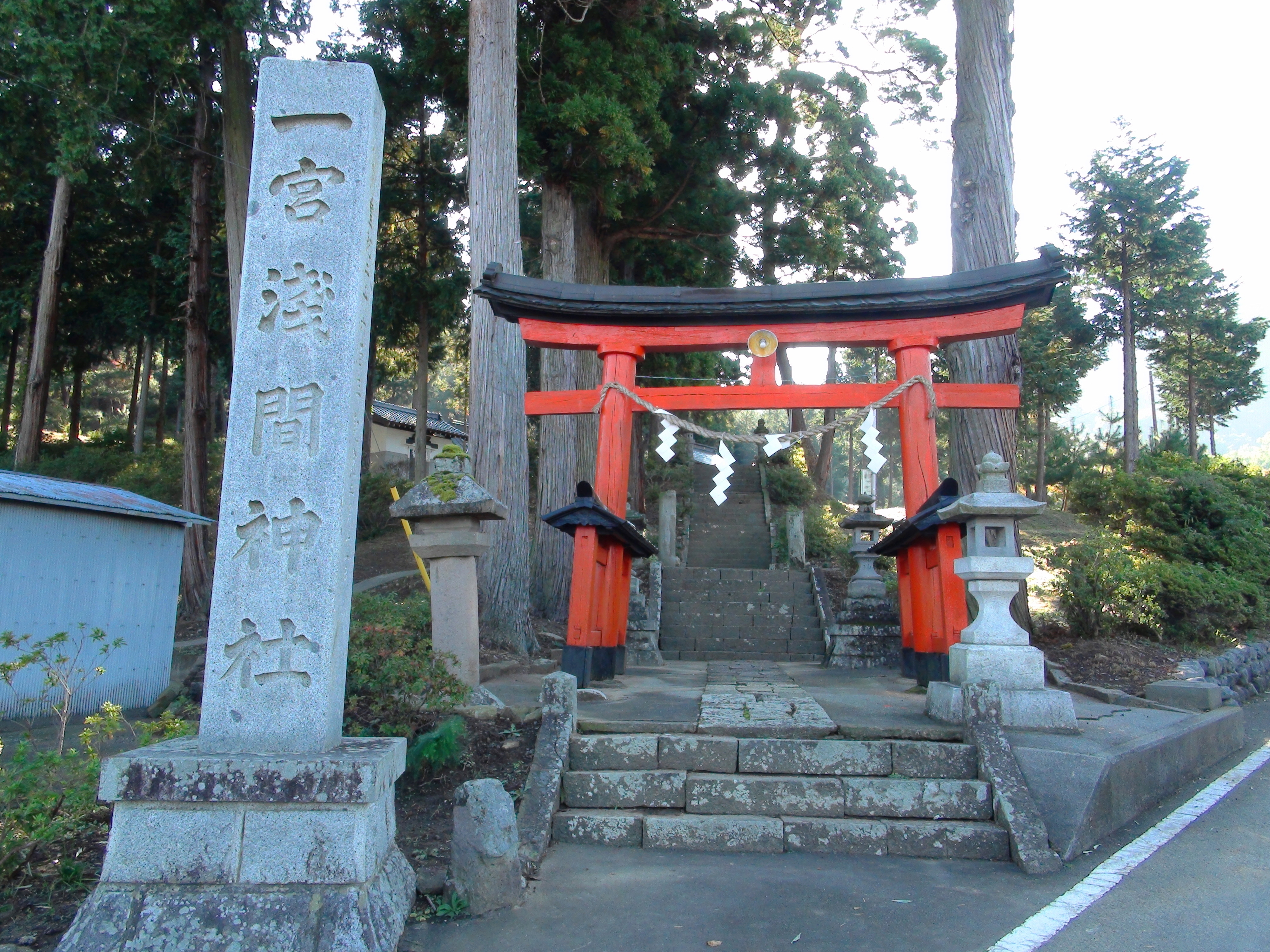
一宮浅間神社鳥居

社伝によれば景行天皇朝の創祀で、『日本三代実録』に864年（貞観6年）に起きた富士山の貞観大噴火を受けてその神の神意を慰めるため、翌865年（貞観7年）に勅命によって甲斐国八代郡に創建され、官社に列されるとともに祝と祢宜が置かれたという「浅間明神の祠」に相当し、『延喜式神名帳』に載せる甲斐国八代郡の名神大社「浅間神社」であり、「一宮」の古称も甲斐国の一宮とされたことに因むものであるという。もっとも式内名神大社の「浅間神社」の比定には笛吹市の浅間神社か富士河口湖町の浅間神社（河口浅間神社）が有力視されており、甲斐国一宮は通説として笛吹市浅間神社に当てられているので「一宮」の称も鎮座地である旧市川郷のそれであると考えられる。なお、750メートル程隔たった地に「二の宮」と称される弓削神社が鎮座するが、甲斐国の二宮は笛吹市の美和神社とされているので、これも同様に市川郷の一宮であった当神社に対しての「二の宮」の称であったと考えられる（浅間神社#甲斐国も参照）。
貞観の創建は富士山の神である木花咲耶姫命が現鎮座地南方の御正体山（みしょうたいざん）に噴火の難を逃れるために遷ったのが契機であったといい、その後924年（延長2年）に御正体山に対する里宮であった現社地へ遷座、山上の旧址には山宮として山祇社を奉斎した。『甲斐国社記・寺記』（以下『社記』と記す）によると、朝野の崇敬篤く延長2年（924年）10月、永万3年11月（1167年 - 1168年）、1186年（文治2年4月）、1382年（永徳2年10月）の社殿造営が知られる他、神領地30町（およそ3,600坪）を有し、社家12人が所属していたという。
その後武田氏が甲斐国内の神社の神官を対象に府中八幡社（現甲府市の八幡神社）へ2日2晩の勤番を命じたが、その1561年（永禄4年）の「府中八幡社勤番帳（武田氏番帳）」の45番に「一の宮の祢き（祢宜）」と見える「一の宮」が当神社の事と考えられている。『社記』によれば1582年（天正10年）に徳川家康が甲斐に入国、当神社に布陣したと伝え、その際の兵乱で社領が没収されて一時荒廃に帰したが、その後再興されたようで、1603年（慶長8年）には徳川四奉行の黒印で市河高田村（現高田）中に1石6斗5升の社領と神官の屋敷分として260坪が安堵されたり、家康からも狩衣や太刀が寄進されたといい、1649年（慶安2年）には将軍徳川家光から改めて1石6斗余の朱印領が安堵されるとともに社領内の竹木山林や神主屋敷等は諸役免除の除地とされ、それらは江戸時代を通して維持された。また1643年（寛永20年）に後陽成天皇の第8皇子で甲斐国に配流された良純法親王も当地において崇敬し、額等を奉納したという。
明治初め（19世紀中頃）に村社に列した。

## 境内
- 本殿

1703年（元禄16年）の造替。三間社流造の銅板葺で、桁行5間梁間3間入母屋造平入瓦葺の拝殿と梁間1間桁行2間両下造（りょうさげづくり）の通廊で接続する。

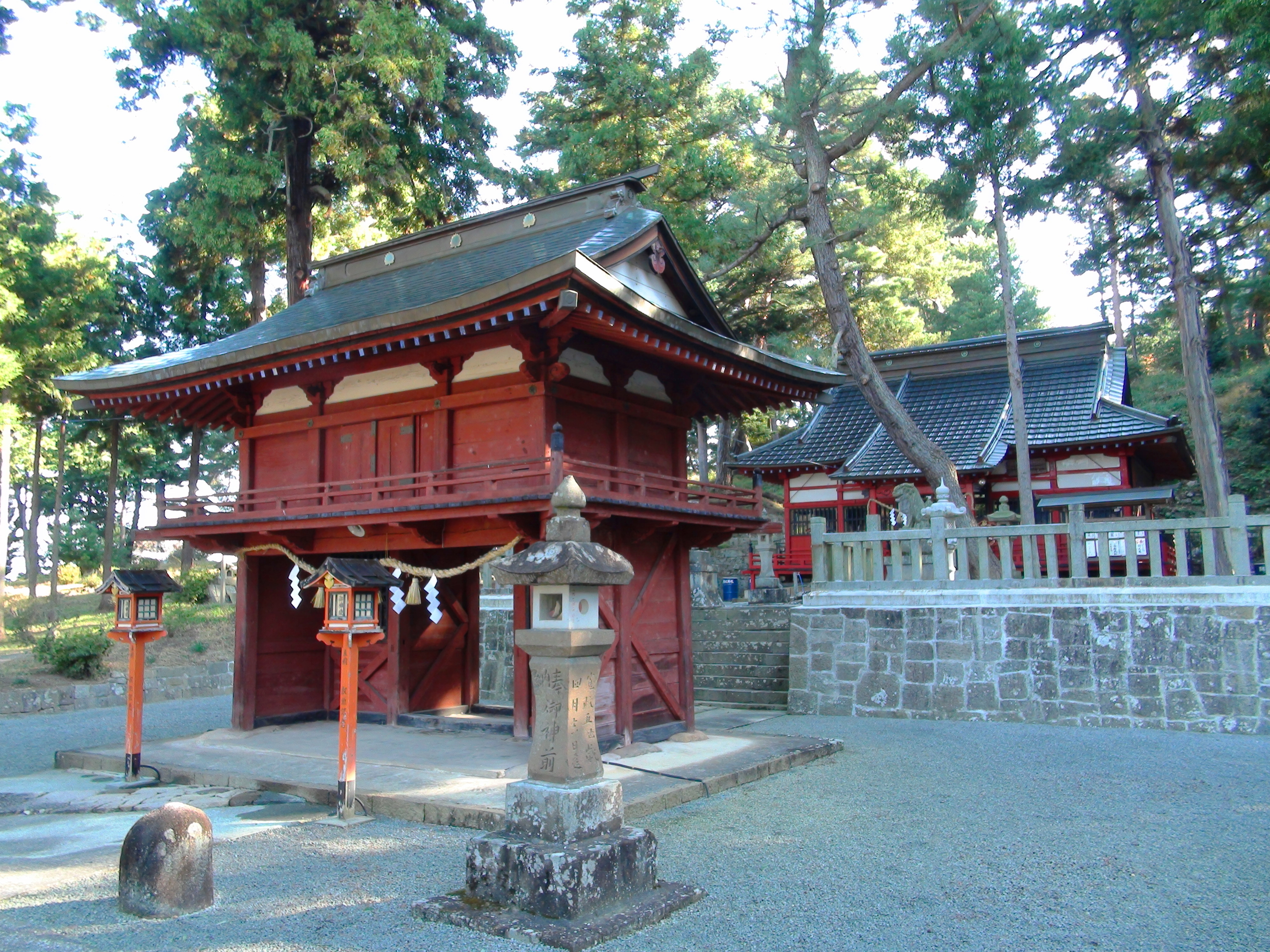
楼門（左）と拝殿

## 摂末社
1854年（安政元年）に当地を襲った大地震の際に、被災者の救済に尽力した代官の荒井顕道と名主依田安清を生きながら祀った生祠に起源を持つ末社や、ほか5社がある。
『社記』によれば、旧くは下大鳥居村の御崎（みさき）大明神（現・市川三郷町下大鳥居の御嵜神社）や黒沢村の巣鷹大明神（現同町黒沢の巣鷹神社）、山王権現（同前比叡神社）等、近在諸神社を摂社としていたという。

## 祭事
- 例祭 （11月3日）

『社記』によると、かつては11月辰日が祭日で当日は御正体山からの神輿渡御があったという。また、武田氏時代には4月辰日に田祭が行われ、その後およそ6キロメートル北方の巨摩郡大井の若宮八幡宮（現南アルプス市十日市場の若宮八幡社）へと領主も列に加わった神輿の渡御があり、騎馬武者による騎馬揃えも行われ、その地を「二十騎原」と称するようになったといい、また神輿が駐輦した地に市が立ち、そこから現南アルプス市古市場の地名が起こったと伝える。その他、1635年（寛永12年）に始まったという9月19日の初穂掛けの神事等もあったが、その殆どが断絶してしまった。

## 文化財
（括弧内は指定の種別と年月日）

### 重要文化財（国指定）

対置式神獣鏡
（国の重要文化財）東京国立博物館展示。

- 神獣鏡1面（考古資料、1979年（昭和54年）6月6日）

1894年（明治27年）に市川三郷町大塚の鳥居原狐塚古墳から出土し、当神社に奉納された銅鏡（四神四獣鏡）。鏡背の内区には四神像と四獣像を交互に配し、外区には右廻りで「赤烏元年五月廿五日丙子 造作明竟 百凍清銅 服者君侯 宣子孫 寿万年」の銘文を鋳出されていることが岡崎敬により報告されている。この神獣鏡は1924年（大正13年）に後藤守一により学会に報告された。
銘文に記される「赤烏」は中国三国時代の呉の元号で西暦238年に相当し、日本の紀年銘鏡中の最古のものとして、また当時の日本（倭）と呉との交渉の可能性を示唆する遺品として貴重である。1933年（昭和8年）に重要美術品に認定され、1979年にはあらためて重要文化財に指定された。

### 山梨県指定文化財
- 銅鏡1面（有形文化財（工芸品）、1968年（昭和43年）2月8日）

上記神獣鏡と伴に発掘された仿製の青銅鏡。素文の平縁で櫛歯文を2重に廻らして内外区に分かつ。

### その他
- 随神像2躯

武官束帯姿の寄木造彩色像。吽形の神像の背面に1557年（弘治3年）の墨書銘があり、比較的数の少ない山梨県下の在銘中世作品として貴重なものである。
- 一宮浅間宮帳

江戸時代の年代記。紙本墨書。寸法は縦24.8センチメートル、横16.9センチメートル。全7冊。七冊目には延亨4年（1747年）に甲斐で発生した洪水に際して、幕府が鳥取藩・岡藩に命じて復旧工事を行った甲斐国御手伝普請に関する記述があることで知られる。

## 現地情報
所在地
- 山梨県西八代郡市川三郷町高田字宮本3696

交通アクセス
- 最寄駅：東海旅客鉄道（JR東海）身延線 市川大門駅 （徒歩約12分）